# Il pleut dans ma chambre
Il pleut dans ma chambre est une chanson de Charles Trenet sortie en 1938.

## Contexte
En 1938 sort en France La Route enchantée, comédie musicale réalisée par Pierre Caron dont Charles Trenet est à la fois scénariste, compositeur de la bande originale et interprète du rôle principal.
Il pleut dans ma chambre en constitue le deuxième titre (après La Route Enchantée, et suivi de Boum ! et Vous êtes jolie).

## Thème
Cette chanson parvient, comme souvent chez Trenet, à mêler mélancolie et gaieté tant au niveau du texte que de la musique .
En effet, il pleut dans ma chambre, il pleut dans mon cœur constate et répète le poète comme un leitmotiv ; mais, il se laisse cependant bercer par le rythme des gouttes, son imagination vagabondant alors vers une nature radieuse, les promesses du lendemain et l'amour espéré.
Quant à la musique, parfois mélancolique, sa gaieté monte crescendo vers un final paroxystique et entraînant.

## Versions
Il existe plusieurs versions de ce titre : la version du film La route enchantée ; la version studio, moins longue que celle du film, est celle qui est généralement publiée dans les anthologies ; il en existe enfin une multitude d'interprétations en public : notamment avec accompagnement orchestre ou en duo avec le violoniste Stéphane Grappelli,.